# 211
سنة 211 م (بالأرقام الرومانية: CCXI) كانت سنة بسيطة تبدأ يوم الثلاثاء (الرابط يظهر نموذج الجدول الزمني الكامل للسنة) من التقويم اليولياني. بدأت تسمية السنة ب211 منذ العصور الوسطى المبكرة، عندما أصبح تقويم أنو دوميني هو الأسلوب السائد في أوروبا لتسمية السنوات.

## أحداث
موت الإمبراطور الليبي سبتميوس سيفريوس و دخول ليبيا وروما في حاله فوضى

## مواليد
- سيما زاو

## وفيات
- سيبتيموس سيفيروس